# ادامو، بخش مینسک
ادامو، بخش مینسک (به لاتین: Adamów, Mińsk County) در لهستان است که در Gmina Dobre, Masovian Voivodeship واقع شده‌است.